# Java Siegertsz
Java Siegertsz (Amsterdam, 18 april 1999) is een Nederlandse actrice. 
Siegertsz is een dochter van actrice Camilla Siegertsz en componist Fons Merkies. Haar jongere broer Redmar en zusje Tess zijn ook acteur. In de film Alles is Liefde speelden Java en Redmar broer en zus (David en Fenna Coelman). Moeder Camilla vertolkte eveneens een rol in de film.

## Filmografie

### Televisie
- 2013 - Malaika als Lotte Driessen
- 2009 - 't Vrije Schaep als Duits meisje

### Film
- 2011 - Dolfje Weerwolfje als Vertelster
- 2010 - Het Geheim als Sylvie Bussemakers
- 2007 - Alles is Liefde als Fenna Coelman